# António dos Santos Júnior
António Gonçalves dos Santos Júnior (1925 - 23 de Abril de 2019), foi um engenheiro e professor português.

## Biografia

### Nascimento
António dos Santos Júnior nasceu em 1925.

### Carreira profissional
António dos Santos Júnior fez parte da Comissão Instaladora do Instituto Universitário de Évora em 1976, onde também trabalhou como professor catedrático. Exerceu como reitor na Universidade de Évora entre 1987 e 1994, ano em que se reformou. Durante o seu mandato, passou por alguns momentos polémicos, como uma célebre invasão da reitoria pelos alunos, que reclamavam contra o pagamento das propinas. Também na Universidade de Évora, foi um dos responsáveis pela fundação do Departamento de Engenharia Rural, onde leccionou na disciplina de Hidráulica Geral, parte da formação em Engenharia Agronómica.
Também exerceu como engenheiro, sendo membro da Ordem dos Engenheiros, na Região Sul, e fazia parte do Colégio de Engenharia Agronómica.

### Falecimento
António dos Santos Júnior faleceu em 23 de Abril de 2019. O corpo ficou em câmara ardente na Capela Mortuária da Igreja dos Álamos, em Évora, enquanto que o funeral teve lugar no dia seguinte, tendo sido depositado no Cemitério do Espinheiro.

## Homenagens
Em 2012, foi homenageado no âmbito da celebração do Dia da Universidade, tendo sido descerrada uma placa com o seu nome no edifício do departamento de Engenharia Rural. Foi novamente homenageado após a sua morte, pelo presidente da república, Marcelo Rebelo de Sousa, e pela direcção da Universidade de Évora, que destacaram o seu papel na fundação e gestão daquele estabelecimento de ensino.